# Jaime Serrano Alonso
Jaime Serrano Alonso (Barcelona, 30 de abril de 1979) es un deportista español que compitió en natación adaptada. Ganó dos medallas en los Juegos Paralímpicos de Sídney 2000.

## Palmarés internacional
| Juegos Paralímpicos | Juegos Paralímpicos | Juegos Paralímpicos | Juegos Paralímpicos |
| Año                 | Lugar               | Medalla             | Prueba              |
| ------------------- | ------------------- | ------------------- | ------------------- |
| 2000                | Sídney (Australia)  | Medalla de oro      | 400 m libre S9      |
| 2000                | Sídney (Australia)  | Medalla de plata    | 200 m estilos SM9   |